# 키르티 쿨하리
키르티 쿨하리(Kirti Kulhari)는 인도의 배우이다.

## 같이 보기
- 인도 영화 배우 목록